# Anna Menonová
Anna Menonová (* 24. prosince 1985, rozená Wilhelmová) je americká inženýrka a komerční astronautka, 620. člověk ve vesmíru. V září 2024 strávila při své kosmické misi Polaris Dawn z programu komerčních letů Polaris bezmála 5 dní na oběžné dráze Země v kosmické lodi Crew Dragon a zúčastnila se prvního soukromého výstupu do vesmíru v historii. Je jednou ze dvou žen, které při kosmickém letu dosáhly dosud největší vzdálenosti od Země.

## Mládí a vzdělání
Narodila se a vyrůstala v Houstonu, kde ve čtvrté třídě při návštěvě v zařízení NASA zatoužila stát se astronautkou.
Bakalářský titul v matematice a španělštině získala v roce 2008 na Texaské křesťanské univerzitě ve Fort Worth. Navázala studiem na Dukeově univerzitě v Durhamu s Severní Karolíně, kde v roce 2010 získala titul magistry v biomedicínském inženýrství.

## Pracovní kariéra
Ještě během magisterského studia nastoupila na stáž do NASA, kterou přetavila v regulérní spolupráci s agenturou a v letech 2012 až 2018 byla letovou dispečerkou v řídícím středisku Mezinárodní vesmírné stanice v Johnsonově vesmírném středisku v Houstonu, kde odpovídala za biomedicínský hardware a software na stanici, za podporu zdravotního stavu a bezpečnosti astronautů na palubě, i za plánování a provádění všech biomedicínských operací.
V polovině roku 2018 přešla do SpaceX, kde pusobila jako inženýrka vesmírných operací a před koncem roku byla povýšena na vedoucí inženýrkou vesmírných operací. Zapojila se do zavádění systému řízení letů, včetně zavedení komunikátora (osoby zajišťující komunikaci s posádkou ve vesmíru) a zavádění kritických provozních reakcí na mimořádné události na palubě kosmické lodi, např. požáru nebo ztráty tlaku v kabině. Od samého počátku letů lodí Crew Dragon (let SpaceX Demo-2) sloužila v řízení letu jako ředitel mise nebo komunikátor.
Během soukromého vesmírného letu Inspiration4, který inicioval, financoval a v září 2021 také absolvoval podnikatel a filantrop Jared Isaacman, působila Menonová jako technická poradkyně rodinných příslušníků všech čtyř členů posádky a vysvětlovala jim jejich otázky a nejasnosti ohledně probíhajícího vesmírného letu. Isaacman v únoru 2022 oznámil, že v návaznosti na svou první vesmírnou misi, kterou inspiroval a financoval, vytvořil celý program 3 letů. V programu Polaris si dal za cíl urychlit rozvoj pilotované kosmonautiky, testování nových technologií a výzkum dopadů kosmických letů na člověka. Stejně jako při své misi mířil také na podporu Dětské výzkumné nemocnice svatého Judy v Memphisu v Tennessee, která se zabývá léčbou dětí s rakovinou. Isaacman současně oznámil složení posádky pro první let programu nazvaný Polaris Dawn, kterou kromě něj samého tvořili pilot Scott Poteet, letová specialistka Sarah Gillisová a jako 2. letová specialistka a zdravotnice právě Anna Menonová. Posádka zahájila základní trénink s očekávaným termínem startu v listopadu 2022. Různé příčiny, jako čekání na dokončení vývoje skafandru pro výstup do volného prostoru, asi měsíční pozastavení letů Falconu 9 nebo nevhodné počasí v místě plánovaného přistání, sice tento termín neumožnily splnit, ale všichni 4 privátní astronauti se nakonec dočkali.

## Astronautka
Po startu svého kosmického letu 10. září 2024 získala Menonová s kolegy několik prvenství a rekordů. Nejprve na eliptické dráze s vysokým apogeem vystoupali 11. září do rekordní výšky 1408,1 km nad zemským povrchem, což je největší dosažená vzdálenost od Země, kterou kdy dosáhla jakákoli astronautka (pro muže na palubě tento rekord platí pouze pro případy pohybu po oběžné dráze kolem Země, protože astronauté letící po translunární dráze k Měsíci samozřejmě dosáhli násobně větší vzdálenosti od Země). Po dosažení tohoto výškového rekordu se apogeum dráhy mise Polaris Dawn snížilo, aby klesla radiační zátěž posádky a všichni její členové se stali účastníky prvního soukromého výstupu do volného prostoru, výstupu s největším počtem zúčastněných osob (2 ze 4 účastníků sice zůstali po celou dobu ve svých křeslech, ale byli s celou otevřenou kabinou vystaveni kosmickému prostředí) a také výstupu nejmladšího člověka v historii (Sarah Gillisová měla v den výstupu 30 let a 255 dnů, předchozí rekord držel Alexej Leonov, jemuž bylo v roce 1965 při vůbec prvním výstupu do vesmíru v historii  30 let a 292 dnů). Loď s posádkou přistála 15. září 2024 po 4 dnech, 22 hodinách a 13 minutách letu.

## Soukromý život
Ráda se věnuje pěší turistice, létání v malých letadlech a tančení salsy. S manželem Anilem, astronautem NASA, mají syna Jamese a dceru Grace.